# Metylovice
Metylovice es una localidad del distrito de Frýdek-Místek en la región de Moravia-Silesia, República Checa, con una población estimada a principio del año 2018 de 1741 habitantes. 
Se encuentra ubicada en el extremo este de la región y del país, a poca distancia al este del nacimiento del río Óder, y cerca de la frontera con Polonia, Eslovaquia y la región de Zlín.